# Бомбардировка на Дуранго
Бомбардировката на Дуранго е извършена на 31 март 1937 г. по време на Гражданската война в Испания. На 31 март 1937 г. националистите започват своята офанзива срещу контролираната от републиканците провинция Бискай.
Като част от офанзивата Легион „Кондор“ и италианската Легионерска авиация бомбардират Дуранго, град с 10 000 жители, който също е ключов пътен и железопътен възел зад фронтовата линия. Смята се, че около 250 души загиват при бомбардировката.

## Бомбардировката
Чрез бомбардиране на пътя и инфраструктурата в града, на републиканските сили ще бъде попречени да изпратят подкрепления от Билбао. Това също ще гарантира, че баските и републиканските войски няма да могат да се оттеглят по организиран начин.
Въпреки значението на Дуранго като транспортен възел, градът няма противовъздушна отбрана, а само няколко републикански бойни самолета, които са в баския регион.
На 31 март германски и италиански транспортни самолети, модифицирани да носят бомби (Ju 52 и Savoia-Marchetti SM.81) от легион „Кондор“ и Легионерската авиация бомбардират града. Две църкви са бомбардирани по време на литургия, убивайки 14 монахини и служилия свещеник. Освен това изтребителите Heinkel He 51 обстрелват бягащи цивилни. Общо около 250 цивилни загиват при атаката.

## Последици
На 28 април Дуранго пада в ръцете на националистите. Местният пътен възел означава, че Дуранго е легитимна цел за въздушна атака и бомбардировката не противоречи на законите на войната, каквито са по онова време, чуждестранните наблюдатели са шокирани от касапницата.
Националистите отричат отговорността за нападението, твърдейки, че свещеникът и монахините, загинали са били убити и изгорени от червените. Гонсало Кейпо де Ляно твърди, че: „нашите самолети бомбардираха военни обекти в Дуранго, а по-късно комунистите и социалистите затвориха свещениците и монахините, стреляйки без милост и изгаряйки църквите“.
Бомбардировката над Дуранго е до известна степен пренебрегната исторически. Вместо това, бомбардировката на Герника, подобна въздушна атака, извършена четири седмици по-късно, символизира ужасите на съвременната въздушна война в общественото съзнание.